# Can Jaume del Crestat
Can Jaume del Crestat és una obra de Sant Iscle de Vallalta (Maresme) protegida com a Bé Cultural d'Interès Local.

## Descripció
Masia situada entre el Rial de Can Jaume i el Rial de Can Jaume, a la falda del Montnegre, al nord de Can Pona i altres masies situades a El Prat o Can Magel. La planta original és rectangular, amb la coberta a dues vessants i de planta baixa i primer pis. La masia es va ampliar a l'oest allargant la mateixa coberta i es va afegir un cos de planta rectangular a l'est; d'una vessant i col·locat perpendicularment a la planta original. Pel que fa a les obertures de la façana, la porta d'accés està desplaçada del centre i les finestres estan distribuïdes de forma asimètrica, algunes emmarcades amb carreus de pedra al voltant i amb la llinda plana.